# Eerste Leeghwaterstraat
De Eerste Leeghwaterstraat is een straat op de Oostelijke Eilanden in Amsterdam-Centrum. Ze loopt parallel aan de wat noordelijker gelegen Tweede Leeghwaterstraat.
De straat, vernoemd naar Jan Adriaanszoon Leeghwater, ligt tussen de Conradstraat en het Funenpark en kruist de Czaar Peterstraat, de Blankenstraat en de Kraijenhoffstraat. De lengte van de straat is wat moeilijk te berekenen want op de hoogte van de Kraijenhoffstraat zit er een knik in de straat, waardoor de straatnummering (nrs 9 en 11) ineens verschuift naar de achtergevels van gebouwen aan de Tweede Leeghwaterstraat.
De Eerste Leeghwaterstraat kent een gemeentelijk monument. Het is een voormalig schoolgebouw met het adres Eerste Leeghwaterstraat 9-11/Tweede Leeghwaterstraat 20-22. De straat stuit eveneens op een monument, alweer een voormalig schoolgebouw, maar dan gevestigd aan Kraijenhoffstraat 32-34.